# Domaine de Yoshii
Pour les articles homonymes, voir Yoshii.
Le domaine de Yoshii (吉井藩, Yoshii-han) est un fief féodal japonais de l'époque d'Edo situé dans la province de Kōzuke (actuelle préfecture de Gunma). Il était dirigé à partir du jin'ya de Yoshii dans l'actuelle ville de Takasaki. Le domaine est dirigé la majeure partie de son histoire par une branche cadette du clan Takatsukasa, qui a adopté le patronyme de Matsudaira.

## Histoire
Après la prise de contrôle de Tokugawa Ieyasu sur la région de Kantō en 1590, il assigne à l'un de ses généraux, Sugawara Sadatoshi, une terre de 20 000 koku à Yoshii. Sadatoshi pose les fondations d'une ville et d'un marché puis son fils adoptif, Okudaira Tadamasa, lui succède en 1602. La mère de Tadamasa est la fille aînée de Tokugawa Ieyasu. Il est transféré au domaine de Kanō en 1610. La direction de celui de Yoshii reste vacante et est régie comme hatamoto jusqu'en 1682.
En 1682, Hotta Masayasu, un bureaucrate hatamoto du shogunat atteint des revenus de 10 000 koku et est élevé au statut de daimyo. Le domaine de Yoshii est restauré pour lui mais il est transféré au domaine d'Omi-Miyagawa où ses descendants résident jusqu'à la restauration de Meiji et Yoshii repasse de nouveau sous le contrôle du shogunat.
De même, en 1709, le hatamoto Matsudaira Nobukiyo atteint des revenus de 10 000 koku et le domaine de Yoshii est de nouveau restauré pour lui. Nobukiyo est le petit-fils du kuge Takatsukasa Nobuhira, dont la sœur avait épousé le shogun Tokugawa Iemitsu. Il s'était rendu à Edo avec un seul serviteur et avait reçu des terres et de nouveaux domestiques, avait épousé la fille de Tokugawa Yorinobu et adopté le nom de Matsudaira. Les descendants de Matsudaira Nobukiyo continuent de diriger Yoshii jusqu'à la fin de l'époque d'Edo.
Durant la période du Bakumatsu, le dernier daimyo, Matsudaira Nobunori, change son nom en Yoshii Nobunori et rejoint le nouveau gouvernement de Meiji en février 1868. Avec l'abolition du système han en juillet 1871, le domaine de Yoshii devient une partie de la préfecture d'Iwahana qui deviendra plus tard une partie de la préfecture de Gunma.

## Possessions à la fin de l'époque d'Edo
Comme la plupart des domaines japonais, Takasaki est composé de plusieurs territoires discontinus dont la valeur kokudaka est fondée sur une estimation périodique du potentiel agricole,.
- Province de Kōzuke
  - 1 village du district de Kanra
  - 6 villages du district de Tago
  - 10 villages du district de Midono
  - 1 village du district de Nawa
  - 7 villages du district de Gunma
  - 1 village du district de Seta
- Province de Kazusa
  - 3 villages du district d'Isumi
  - 3 villages du district de Nagara

## Liste des daimyōs
| #                                               | Nom                              | Règne     | Titre de courtoisie                     | Rang de cour             | Kokudaka    |
| ----------------------------------------------- | -------------------------------- | --------- | --------------------------------------- | ------------------------ | ----------- |
| Clan Suganuma (fudai) 1590-1610                 |                                  |           |                                         |                          |             |
| 1                                               | Suganuma Sadatoshi (菅沼定利)    | 1590-1602 | Daizen-no-suke (大膳亮)                 | 5e inférieur (従五 位下) | 20 000 koku |
| 2                                               | Suganuma Tadamasa (菅沼忠政)     | 1602-1610 | Hida-no-kami (飛騨守)                   | 5e inférieur (従五 位下) | 20 000 koku |
| Shogunat Tokugawa 1610-1682                     |                                  |           |                                         |                          |             |
| Clan Hotta (fudai) 1682-1693                    |                                  |           |                                         |                          |             |
| 1                                               | Hotta Masayasu (en) (堀田正休)   | 1682-1693 | Buzen-no-kami (豊前守)                  | 5e inférieur (従五位下)  | 10 000 koku |
| Shogunat Tokugawa 1693-1709                     |                                  |           |                                         |                          |             |
| Clan Takatsukasa-Matsudaira (shimpan) 1709-1871 |                                  |           |                                         |                          |             |
| 1                                               | Matsudaira Nobukiyo (松平信清)   | 1709-1724 | Echizen-no-kami (越前守) ; jijū (侍従)  | 4e inférieur (従四位下)  | 10 000 koku |
| 2                                               | Matsudaira Nobutomo (松平信友)   | 1724-1760 | Echizen-no-kami (越前守) ; jijū (侍従)  | 4e inférieur (従四位下)  | 10 000 koku |
| 3                                               | Matsudaira Nobuari (松平信有)    | 1760-1771 | Sahyōe-no-kami (左兵衛督) ; jijū (侍従) | 4e inférieur (従四位下)  | 10 000 koku |
| 4                                               | Matsudaira Nobuakira (松平信明)  | 1771-1775 | Sahyōe-no-kami (左兵衛督) ; jijū (侍従) | 4e inférieur (従四位下)  | 10 000 koku |
| 5                                               | Matsudaira Nobushige (松平信成)  | 1775-1800 | Sahyōe-no-kami (左兵衛督) ; jijū (侍従) | 4e inférieur (従四位下)  | 10 000 koku |
| 6                                               | Matsudaira Nobumitsu (松平 信充) | 1800-1803 | Sahyōe-no-kami (左兵衛督) ; jijū (侍従) | 4e inférieur (従四位下)  | 10 000 koku |
| 7                                               | Matsudairai Nobuyoshi (松平信敬) | 1803-1841 | Sahyōe-no-kami (左兵衛督) ; jijū (侍従) | 4e inférieur (従四位下)  | 10 000 koku |
| 8                                               | Matsudaira Nobutada (松平信任)   | 1841-1847 | Sahyōe-no-kami (左兵衛督) ; jijū (侍従) | 4e inférieur (従四位下)  | 10 000 koku |
| 9                                               | Matsudaira Nobuoki (松平信発()   | 1847-1865 | Sahyōe-no-kami (左兵衛督) ; jijū (侍従) | 5e inférieur (従五位下)  | 10 000 koku |
| 10                                              | Matsudaira Nobunori (松平信謹)   | 1865-1871 | Sahyōe-no-kami (左兵衛督) ; jijū (侍従) | 4e inférieur (従四位下)  | 10 000 koku |